# 夏壎
夏 壎（か けん、宣徳元年（1426年）- 成化15年9月12日（1479年9月27日）は、明代の官僚。字は宗成、号は介軒。本貫は台州府天台県。

## 生涯
夏大愚と丁氏のあいだの子として生まれた。景泰2年（1451年）、進士に及第した。景泰3年（1452年）、監察御史に任じられた。天順初年、福建巡按をつとめ、江西で軍の粛正をおこない、鎮守中官の葉達の専横を摘発した。天順6年（1462年）、推薦により広東按察使に抜擢された。
成化初年、夏壎は「瑶族や僮族の反乱は沈静化せず、反乱軍は良民を誘って徒党をなしています。反乱の中核は数百ほどですが、脅されて従う者は万千におよび、進んでも退いても害されるのは民衆で、利は常に反乱軍にあります。兵の動員はやまず、収奪は日増しになり、人心は動揺して、軍費は際限なく消耗しています。慎重に監司や守令を選び、民衆を慰撫するようお願いします。そうすれば脅されて反乱に従っていた者たちも評判を聞いて自ら帰順してくるでしょう」と上奏した。ほどなく江西布政使に転じた。
成化8年（1472年）、夏壎は右副都御史となり、四川巡撫をつとめた。ときに苗族や僚族が反乱を起こしていたが、夏壎は苗族と僚族を合流させて一網打尽にし、反乱を鎮静化させた。古州の苗族1万あまりが爛土に住み着いて久しく、ときにこれを追い出そうという議論が起こった。夏壎はこれに反対した。松潘参将の堯彧が駐屯兵を3000人増やすよう請願した。夏壎はまたこれをいけないと力説した。いずれも沙汰止みになった。部下の将校に法を犯す者が多く、奏請に時間をかけていては逃亡されてしまうとして、逮捕を先にして、その後に奏聞するよう上奏した。成化帝はこれを許可した。
夏壎は剛直で、訴えを聞いて裁断するのを得意とし、民衆に冤罪を及ぼすことがなかった。四川にあること2年で、民衆や少数民族もかれを恐れて従った。しかし激務を嫌い、時とともに齟齬が多くなった。子の夏鍭が詩を献じて帰郷を勧めると、夏壎は喜んでこれを聞き入れた。年50歳にならずして、引退を請願した。4度にわたって上書して、ようやく致仕を許された。帰郷すると、門戸を閉ざして親を養い、賓客を供応することもなかった。
成化15年9月乙丑（1479年9月27日）、死去した。享年は54。著書に『嶺南集』・『嶺南江西行稿』・『三巴稿』・『奏議』があった。